# Käthe Hirsch
Käthe Hirsch (geboren 26. Januar 1892 in Berlin; gestorben 1984 in Paris) war eine deutsche Schriftstellerin.

## Leben
Käthe Hirsch war eine Tochter von Rosa Götz und Ernst Hirsch, der Inhaber einer Berliner Nachrichtenagentur war. Sie studierte in Frankfurt am Main und Freiburg im Breisgau, eine Kommilitonin war die Jurastudentin Ruth Fabian (1907–1996).
Im Jahr 1930 veröffentlichte Hirsch das Kinderbuch Die Geschichte von Otto. 1932 ging sie nach Paris, wo sie vorübergehend als Schreibkraft bei der 1933 emigrierten Hannah Arendt jobbte und Teilhaberin der Emigrantenbuchhandlung Biblion in Nachbarschaft zum Café du Dôme wurde. 1938 bewarb sie sich mit zwei unter Pseudonym eingereichten Erzählungen um einen von der American Guild for German Cultural Freedom ausgelobten Preis. Die Manuskripte gelten als verschollen. Im Zweiten Weltkrieg wurde sie im Mai 1940 in Paris als feindliche Ausländerin eine Woche im Vélodrome d’Hiver interniert und von dort in das Camp de Gurs deportiert. Sie wurde nach einem Monat freigelassen und im September 1940 vom Vichy-Regime erneut in Gurs, diesmal für vierzehn Monate, inhaftiert. Sie arbeitete in der Lagerbibliothek und führte ein Tagebuch, das sie später für eine Veröffentlichung vorbereitete, wozu es aber nicht kam. Ende 1941 kam sie zusammen mit einigen anderen Frauen, darunter die Pädagogin Hanna Schramm, dank einer Initiative des Abbé Glasberg, Alexandre Glasberg (1902–1981), frei und hielt sich in einem der sogenannten Glasberg-Häuser in Chansay bei Lyon auf. Sie entkam der Deportation in ein deutsches Vernichtungslager. 
Nach Kriegsende kehrte Hirsch nach Paris zurück und lebte zeitweise mit Hanna Schramm 
zusammen, die 1977 den Erlebnisbericht Menschen in Gurs veröffentlichte. 

## Werke
- Die Geschichte von Otto, von dem Böckchen mit den beweglichen Hörnern, vom Fohlen, das nur rückwärts gehen konnte, dem Spatzen, der so herrliche Rezepte wusste, und der Wiemarzipanschweineferkelherde. Illustrationen Axel von Leskoschek. Stuttgart : Gundert, 1930
- Die Geschichte vom Fohlen, das rückwärts ging. Illustrationen Johannes Grüger. Hannover 1962
- Im Pariser Sammellager Vélodrome d’Hiver. Paris, September 1976. In: Hanna Schramm, Barbara Vormeier: Menschen in Gurs. Erinnerungen an ein französisches Internierungslager 1940–1941.  Worms : Heintz, 1977 ISBN 3-921333-13-X, Anhang, S. 332–334